# Skrjabinema
Skrjabinema ist eine Gattung der Pfriemenschwänze, die den Blinddarm und Colon von Wiederkäuern (Schafe, Ziegen, Hirsche, Lamas) besiedeln. Die Vertreter haben einen direkten, monoxenen Lebenszyklus. Ähnlich wie beim Madenwurm des Menschen wandern die Weibchen über den Anus nach außen und legen Eier, die bereits die infektiöse Larve 3 enthalten, im Dammbereich ab. Die Infektion erfolgt durch deren orale Aufnahme. Die Vertreter sind zwar Parasiten, aber nicht krankheitsauslösend, eventuell kann Juckreiz im Dammbereich zur Beunruhigung der Tiere führen. Dies wird als Skrjabinemose bezeichnet. Der Nachweis erfolgt durch einen Abklatsch mit einem Klebestreifen mit anschließender mikroskopischer Untersuchung der Eier. Die Gattung ist nach dem sowjetischen Parasitologen Konstantin Iwanowitsch Skrjabin benannt.
Zur Gattung gehören:
- Skrjabinema ovis (syn. Oxyuris ovis)
- Skrjabinema alata
- Skrjabinema caprae
- Skrjabinema parva